# Andreas Schröfl
Andreas Manfred Schröfl (* 30. Juli 1975 in München) ist ein bayerischer Kriminalromanautor.

## Leben
Andreas Schröfl wuchs im Münchner Stadtteil Steinhausen auf. Dort besuchte er die Ernst-Reuter-Grundschule und machte im Anschluss sein Abitur am Luitpoldgymnasium. Seine darauffolgende Zivildienstzeit absolvierte er beim Roten Kreuz. Schröfl erlernte dann das Handwerk des Brauers und Mälzers bei einer Großbrauerei in München. Hier arbeitete er dann auch im Gärkeller, bevor er an der Universität Weihenstephan in Freising Brauwesen und Getränketechnologie studierte. Nachdem er nach Freising umgezogen war, arbeitete er für kurze Zeit als Sudhaus-Inbetriebnehmer, ehe er in einer mittelständischen Brauerei zweiter Braumeister wurde. Inzwischen ist Schröfl als Projektleiter im Brauereianlagenbau tätig und wohnt mit seiner Familie in einem Dorf am Rande der Hallertau.
2006 begann Andreas Schröfl mit dem Schreiben seines ersten Werks "Brauerehre", 2015 wurde dieses im Gmeiner-Verlag veröffentlicht und auf seiner Premierenlesung in Freising vorgestellt. In den Jahren danach folgten sechs weitere und die dazugehörigen Hörbuch-Adaptionen. Schöfl tritt seit 2015 regelmäßig mit seinen Lesungen, meist in Bayern, auf. Während der Corona-Pandemie streamte er drei Lesungen live auf Youtube.

## Werke

### Bücher
- Brauerehre, 2015

- Altherrenjagd, 2016
- Schlachtsaison, 2017
- Hopfenkiller, 2018
- Weißbierrequiem, 2020
- Pfaffensud, 2021
- Schankschluss, 2023

### Hörbücher
- Brauerehre, gelesen von Christian Jungwirth, erschienen im ABOD-Verlag
- Altherrenjagd, gelesen von Christian Jungwirth, erschienen im ABOD-Verlag
- Schlachtsaison, gelesen von Christian Jungwirth, erschienen im ABOD-Verlag
- Hopfenkiller, gelesen von Thomas Birnstiel, erschienen im ABOD-Verlag
- Weißbierrequiem, gelesen von Thomas Birnstiel, erschienen im ABOD-Verlag
- Pfaffensud, gelesen von Thomas Birnstiel und Andreas Schröfl, erschienen bei Sound Neverrest
- Schankschluss, gelesen von Thomas Birnstiel und Andreas Schröfl, erschienen bei Pixelbubbles

## Stil
Der Schreibstil Schröfls zeichnet sich dadurch aus, dass die Haupthandlung stets im Perfekt erzählt wird. Lediglich kurze Szenen werden, um diese stilistisch zu betonen oder abzugrenzen, im Imperfekt oder im Präsens erzählt. In Kombination mit der zweiten Vergangenheit verwendet der Autor gerne kurze, bayrische Sätze, Wörter oder Zitate. Auch lässt Schröfl manche Charaktere in anderen Dialekten oder Akzenten sprechen; dazu gehört das Sächsische, das Schwäbische, der italienische oder indische Akzent. (Die Imitation dieser gehören zu den Markenzeichen der Lesungen Schröfls.) Der Rest ist in Schriftdeutsch verfasst.
Außerdem arbeitet Schröfl mit Anspielungen auf zahlreiche Serien und Filme, die teilweise nur in Bayern, teilweise in ganz Deutschland bekannt sind. Auch auf Orte, Straßen, Bauwerke oder Autos nimmt er Bezug.